# Conversations with Friends (série de televisão)
Conversations with Friends (bra: Conversas Entre Amigos) é uma minissérie irlandesa baseada no romance homônimo de 2017 da autora irlandesa Sally Rooney. Desenvolvido pela Element Pictures para BBC Three e Hulu em associação com a RTÉ, é a segunda adaptação desta equipe de um romance de Rooney depois de Normal People em 2020. Conversations with Friends estreou/foi lançada em 15 de maio de 2022. A série recebeu críticas geralmente favoráveis com elogios ao desempenho do elenco principal e estética.

## Sinopse
Frances e sua melhor amiga Bobbi frequentam a mesma universidade. Apesar de já terem namorado anteriormente, as duas mantiveram-se próximas. Os problemas começam a aparecer em seu relacionamento quando elas fazem amizade com Melissa e Nick. Frances então começa um intenso caso com Nick, e sua amizade com Bobbi e seu senso de identidade são desafiados.

## Elenco

### Principal
- Alison Oliver como Frances Flynn
- Sasha Lane como Bobbi Connolly
- Joe Alwyn como Nick Conway
- Jemima Kirke como Melissa Baines

### Coadjuvante
- Alex Murphy como Philip, amigo de Frances e Bobbi
- Caoimhe Coburn Gray como Aideen, amiga de Frances e Bobbi
- Justine Mitchell como Paula Flynn, mãe de Frances
- Tommy Tiernan como Dennis Flynn, pai alcoólatra de Frances
- Kerry Fox como Valerie Taylor-Gates, agente de Melissa
- Tadhg Murphy como Derek, um amigo de longa data de Nick e Melissa
- Sallay Garnett como Evelyn, amiga de Melissa e Nick
- Emmanuel Okoye como Andrew, namorado de Aideen

## Episódios
| N.º | Título        | Dirigido por     | Escrito por                              | Exibição original  | Audiência no Reino Unido (milhões) |
| --- | ------------- | ---------------- | ---------------------------------------- | ------------------ | ---------------------------------- |
| 1 | "Episódio 1"  | Lenny Abrahamson | Alice Birch                              | 15 de maio de 2022 | ASD                                |
| Melhores amigas e ex-amantes Frances e Bobbi conhecem Melissa, uma autora, e Nick, seu marido ator. |               |                  |                                          |                    |                                    |
| 2 | "Episódio 2"  | Lenny Abrahamson | Mark O'Halloran                          | 15 de maio de 2022 | ASD                                |
| Melissa convida os amigos para sua festa de aniversário. Frances beija Nick. Mais tarde, Nick convida Frances para vir enquanto Melissa está fora.                                                                                         |               |                  |                                          |                    |                                    |
| 3 | "Episódio 3"  | Lenny Abrahamson | Mark O'Halloran                          | 15 de maio de 2022 | ASD                                |
| Frances e Nick fazem sexo. Eles se conhecem melhor. Melissa convida as meninas para umas férias na Croácia. |               |                  |                                          |                    |                                    |
| 4 | "Episódio 4"  | Lenny Abrahamson | Meadhbh McHugh and Susan Soon He Stanton | 15 de maio de 2022 | ASD                                |
| As meninas chegam à Croácia. Eles comem, bebem e exploram a cidade e o campo. Nick chega ao quarto de Frances. |               |                  |                                          |                    |                                    |
| 5 | "Episódio 5"  | Lenny Abrahamson | Meadhbh McHugh and Susan Soon He Stanton | 15 de maio de 2022 | ASD                                |
| Melissa está nervosa. Seu agente está vindo para vê-la. Depois de um jantar embriagado, Nick chega ao quarto de Frances. Bobbi os interrompe.                                                                                              |               |                  |                                          |                    |                                    |
| 6 | "Episódio 6"  | Leanne Welham    | Meadhbh McHugh                           | 15 de maio de 2022 | ASD                                |
| Depois das férias, Frances vai ver a mãe. Ela começa a sangrar e é levada ao pronto-socorro. Ela não teve aborto espontâneo. Ela volta para Dublin e tenta fazer as pazes com Bobbi.                                                       |               |                  |                                          |                    |                                    |
| 7 | "Episódio 7"  | Leanne Welham    | Meadhbh McHugh                           | 15 de maio de 2022 | ASD                                |
| Bobbi vai morar com Frances. Nick volta da Croácia e começa a visitar o apartamento de Frances. Ele quer contar a Melissa. |               |                  |                                          |                    |                                    |
| 8 | "Episódio 8"  | Leanne Welham    | Meadhbh McHugh                           | 15 de maio de 2022 | ASD                                |
| Frances vê Nick e Melissa no lançamento do livro. Eles parecem felizes juntos. Ela tem um encontro no Tinder. Nick a convida. Ela diz que o ama e depois vai embora.                                                                       |               |                  |                                          |                    |                                    |
| 9 | "Episódio 9"  | Leanne Welham    | Mark O'Halloran                          | 15 de maio de 2022 | ASD                                |
| O agente de Melissa quer ver alguns trabalhos de Frances. Frances desmaia e é ajudada por Bobbi. Nick vem vê-la e diz que a ama. |               |                  |                                          |                    |                                    |
| 10 | "Episódio 10" | Leanne Welham    | Alice Birch                              | 15 de maio de 2022 | ASD                                |
| Melissa diz a Frances que quer descobrir uma maneira de Nick ficar com as duas. Frances tem um conto publicado. Ela recebe uma mensagem preocupante de seu pai. Sua mãe diz que está tudo bem.                                             |               |                  |                                          |                    |                                    |
| 11 | "Episódio 11" | Lenny Abrahamson | Alice Birch                              | 15 de maio de 2022 | ASD                                |
| Nick teve um colapso. Frances é diagnosticada com endometriose. Nick diz que dormiu com Melissa. Os amigos vão à festa de aniversário de Nick, mas Frances vai embora. Bobbi está zangada com o conto.                                     |               |                  |                                          |                    |                                    |
| 12 | "Episódio 12" | Lenny Abrahamson | Alice Birch                              | 15 de maio de 2022 | ASD                                |
| Frances liga para Melissa e percebe o dano que ela causou a outras pessoas. Ela pede desculpas a Bobbi e diz que a ama. Eles voltam a ficar juntos. Nick (acidentalmente) liga para ela. Ele sente falta dela. Ela diz “venha e me pegue”. |               |                  |                                          |                    |                                    |

## Produção

### Desenvolvimento
Em fevereiro de 2020, foi anunciado que Conversations with Friends seria transformado em uma minissérie de 12 episódios, e que a maior parte da equipe criativa por trás da adaptação do segundo romance de Rooney, Normal People, incluindo Element Pictures, diretor Lenny Abrahamson, e a co-escritora Alice Birch, retornariam para esta adaptação. Mark O'Halloran, Meadhbh McHugh e Susan Soon He Stanton foram adicionados como escritores, e Leanne Welham foi adicionada como diretora.

### Seleção de elenco
O elenco foi anunciado em fevereiro de 2021, com Joe Alwyn, Jemima Kirke, Sasha Lane e Alison Oliver como o quarteto principal do livro.

### Filmagens
A fotografia principal começou em abril de 2021, na Irlanda do Norte. Os locais incluem Irlanda do Norte, Irlanda e Hvar, Croácia. Elenco e equipe foram vistos no set em Bray, condado de Wicklow, em julho.

## Lançamento
A série estreou/foi lançada em 15 de maio de 2022, na BBC Three e Hulu. Ela vai estrear no RTÉ One na quarta-feira, 18 de maio, com um episódio de longa-metragem. A Endeavor Content distribuirá a série internacionalmente.
Em Portugal, a série estreou 15 de maio de 2022 através do HBO Max. Na América Latina, incluindo o Brasil, a série será lançada exclusivamente no Star+ em 21 de setembro de 2022.

## Recepção
No site agregador de críticas Rotten Tomatoes, a série limitada possui um índice de aprovação de 59% com base em 51 críticas, com uma classificação média de 6.7/10. O consenso dos críticos do site diz: "'Embora os personagens sejam desigualmente atraentes e a trama excessivamente longa faça com que essas conversas muitas vezes andem em círculos, essa adaptação retém parte da sabedoria observadora que fez o romance de Sally Rooney brilhar." No Metacritic, a série tem uma pontuação de 65 em 100, com base em 28 críticos, indicando "críticas geralmente favoráveis".